# Renee van Hest
Renee van Hest is een Nederlandse onderzoeksjournaliste en redacteur. 
Tijdens haar opleiding aan de Fontys Hogeschool Journalistiek in Tilburg schreef ze recensies van concerten rondom Den Bosch voor multimediale platform voor popmuziek 3voor12 van de VPRO.  Haar stage liep ze onder meer bij de redactie van Sp!ts, BNN en het actualiteitenprogramma Nieuwsuur. 
Na het voltooien van haar studie begon zij in 2013 als redacteur en verslaggever bij Nieuwsuur. Als redacteur specialiseerde Van Hest zich naast de onderwerpen Europa en Economie ook op Klimaat en Energietransitie. 

## Erkenning
In mei 2021 werd ze samen met Nieuwsuurcollega Milena Holdert onderscheiden met de journalistieke prijs De Tegel.  Zij kregen deze onderscheiding voor de driedelige serie over de RIVM-mondkapjesrichtlijnen in de ouderenzorg tijdens de coronacrisis. 

## Prijs
- De Tegel (2020)